# Вопросы курортологии, физиотерапии и лечебной физической культуры
«Вопросы курортологии, физиотерапии и лечебной физической культуры» — советский, затем российский научно-практический журнал. Основан в 1923 году.
Журнал освещает вопросы изучения механизмов физиологического и лечебного действия физических и курортных факторов, методы и результаты их лечебного применения, а также теоретические и практические вопросы применения лечебной физической культуры в комплексном лечении различных заболеваний. Публикуются результаты научных исследований и статьи практических врачей, освещающие опыт использования физических и курортных методов в практике лечебной работы и организации физиотерапевтической и санаторно-курортной помощи.
Рассчитан на практических врачей и врачей-организаторов, работающих на курортах и в санаториях, физиотерапевтов и специалистов по лечебной физической культуре, а также научных работников в области указанных дисциплин.

## Качество редакционной политики
Сетевое сообщество «Диссернет» относит «Вопросы курортологии» к «журналам со значительными нарушениями». Члены редколлегии журнала принимали участие в защитах нескольких диссертаций с выявленными некорректными заимствованиями. Также нарушения (самоплагиат, или «двойная публикация») были выявлены в одной из опубликованных журналом статей.